# Hypolimnas fuliginescens
Hypolimnas fuliginescens är en fjärilsart som beskrevs av Mathew 1887. Hypolimnas fuliginescens ingår i släktet Hypolimnas och familjen praktfjärilar. Inga underarter finns listade i Catalogue of Life.